# Estratégia competitiva
Michael E. Porter, um dos nomes mais importantes da administração contemporânea, apresentou diversas contribuições ao pensamento em administração estratégica, como as três abordagens genéricas das quais uma empresa deve fazer uso para superar as outras empresas em um setor (liderança no custo total, diferenciação e enfoque) e, também a análise de forças que dirigem a concorrência na indústria (poder de barganha de fornecedores, poder de barganha de compradores, pressão de produtos substitutos, ameaça de novos entrantes e rivalidade entre empresas existentes).
O termo estratégia competitiva é frequentemente usado no lugar de estratégia empresarial e vice-versa.
O termo "estratégia competitiva" se refere a como uma empresa decide competir em um mercado em resposta às estratégias e posições de seus competidores de modo a ganhar uma vantagem competitiva sustentável.
A estratégia competitiva genérica está baseada em duas definições básicas: (1) Escopo de atuação (largo ou estreito) e (2) Tipo de vantagem competitiva (baixo custo ou diferenciação).
Definido o posicionamento estratégico da empresa, através da escolha de uma estratégia competitiva genérica a ser perseguida, o passo seguinte é a definição das vantagens competitivas sustentáveis a serem desenvolvidas ou aproveitadas, a partir das competências e recursos disponíveis na empresa.
Veja os estudos de Michael Porter, incluindo sua teoria das estratégias competitivas genéricas, para maiores detalhes.